# Anna Göldin, den sista häxan
Anna Göldin, den sista häxan är en schweizisk-tysk film från 1991. Filmen handlar om Anna Göldi, som avrättades 18 juni 1782. Hon var den sista kvinnan i Europa som av en officiell domstol dömdes till döden som häxa.

## Rollista (i urval)
- Cornelia Kempers - Anna Göldin
- Luca Kurt - Anne-Miggeli Tschudi
- Rüdiger Vogler - Dr. Tschudi
- Ursula Andermatt - Mrs. Tschudi
- Dominique Horwitz - Kubli
- Roger Jendly - Jaenneret
- Pinkas Braun - Camerarius